# Войтовка (Приднестровье)
Войтовка — село в Каменском районе непризнанной Приднестровской Молдавской Республики. Вместе с селом Кузьмин входит в состав Кузьминского сельсовета.